# Какаш, Стефан
Стефан Какаш (венг. Zalánkeményi Kakas István, венг. Stephan Kakasch von Zalonkemeny; около 1556—1603) — руководитель посольства императора Рудольфа II в Персию (1602).

## Биография
О жизни Какаша до последней для него дипломатической миссии мало что известно. Он был трансильванским дворянином и, по-видимому, вступил в затяжной конфликт со своими земляками, отчего и обратился к Рудольфу II с просьбой дозволить ему переселиться в Тироль и получить там земли взамен трансильванских. Император в знак своего расположения не только позволил ему это, но и назначил послом в Персию.
Посольство было направлено для подтверждения предварительной договорённости о союзе между европейскими державами и Персией в борьбе против Османской империи. Посольство отправилось из Праги, столицы Рудольфа II, 27 августа 1602. Путь его лежал через Москву, куда посольство прибыло 6 ноября. В Москве послы пробыли месяц, отсюда Какаш отправил несколько писем в Прагу. 7 декабря посольство двинулось на восток через Казань. Его движение на юг было задержано наступлением зимних холодов, и в Астрахань оно прибыло только 27 мая 1603 г. К концу лета им удалось переплыть Каспийское море и попасть в Ленкорань, на территорию Персии. Однако, и здесь посольство ждала задержка: нужно было получить разрешение персидских властей ехать дальше. За два с лишним месяца пребывания в Ленкорани от непривычного климата и непривычной пищи бо́льшая часть членов посольства умерла, в том числе и сам Какаш. Перед смертью он оставил своему помощнику Георгу Тектандеру письменное распоряжение довести миссию до конца.
Письма Какаша из Москвы, описывающие путь от Варшавы через Смоленск в Москву, пребывание в Москве и аудиенцию у Бориса Годунова, а также нравы и обычаи населения и последствия поразившего незадолго перед этим Москву голода, были найдены в венских архивах французским востоковедом Шарлем Шефером и напечатаны в Париже в 1877 г. вместе с описанием путешествия, составленным Тектандером.